# Paolo Giuntella
Paolo Giuntella (Roma, 5 ottobre 1946 – Roma, 22 maggio 2008) è stato un giornalista e scrittore italiano.
Figlio del professor Vittorio Emanuele Giuntella (reduce dai lager nazisti), dal 1999 fin quasi alla morte è stato l'inviato del TG1 al seguito del presidente della Repubblica.

## Biografia
Fin da giovane si è impegnato nell'associazionismo cattolico, in particolare nella FUCI, e nello scautismo.
Nel 1966 fu tra gli "Angeli del Fango", i volontari, fra i quali molti scout, che scavarono senza sosta per soccorrere Firenze e i suoi cittadini colpiti in seguito all'alluvione. Nel 1979 fonda Rosa Bianca, un'associazione cattolica orientata a sinistra il cui nome s'ispira a quello dell'associazione di giovani cattolici e protestanti oppositori del nazismo. I convegni e le attività dell'associazione per tutto il corso degli anni ottanta saranno animati da molti dei futuri dirigenti e intellettuali de La Rete, dell'Ulivo e del Partito Democratico. In quegli anni si impegna intensamente anche nel sindacato dei giornalisti.
Laureatosi in Lettere moderne, ha collaborato con Il Popolo, Avvenire e diversi settimanali e mensili, ha diretto il mensile Appunti di cultura e politica, che si valeva di eccellenti firme come Achille Ardigò, Leonardo Benevolo, Ermanno Gorrieri, Luigi Pedrazzi, Pietro Scoppola.
Già capo della terza pagina e dei supplementi culturali de Il Mattino, passato in RAI ha coordinato TV7, per poi divenire caporedattore di Speciale TG1, e in seguito corsivista televisivo e inviato speciale in Irlanda, Albania, nelle zone colpite dal terremoto in Umbria e Marche del 1997 e in Kosovo, dove è stato menzionato al merito dall'ambasciatore italiano per aver salvato la vita di un disabile rimasto in un'abitazione incendiata, che per motivi etnici non veniva soccorso dai vicini.
Dal 1980 è stato sposato con Laura Rozza dalla quale ha avuto tre figli: Giovanni Osea, Tommaso Michea e Maria Irene.
Muore a Roma il 22 maggio 2008 dopo una lunga malattia, che non gli ha impedito di lavorare fino a 10 giorni prima di morire continuando a seguire per il TG1 le ultime consultazioni al Quirinale per la formazione del nuovo governo.
Simbolico l'episodio dei suoi funerali, quando la folla che gremiva la Chiesa di Cristo Re a Roma si è riversata su viale Mazzini (proprio accanto alla sede della Rai) fino a bloccare il traffico al ritmo dei canti e dei balli in un clima di festa protrattosi per oltre due ore dalla fine della cerimonia. La salma fu inoltre vegliata da un picchetto d'onore del Corpo nazionale dei vigili del fuoco, al quale lo legava una profonda amicizia e ammirazione.
Dal 15 luglio 2008 la Biblioteca Rai di Viale Mazzini è intitolata alla sua memoria.

## Opere
- Dossier Irlanda (1974)
- In cerca di una Rosa Bianca (1980)
- Il gomitolo dell'alleluja (1986)
- Uscire dal tempio (1989)
- È notte a Kukes (1999)
- E Dio suonò il sax (2002)
- Strada verso la libertà (2004)
- Il fiore rosso (2006)
- L'aratro, l'ipod e le stelle. Diario di viaggio di un laico cristiano (2008)
- Il gomitolo dell'alleluja (2009), nuova edizione rivista con l'aggiunta di due testi inediti
- La Fedeltà. Trasgressione e follia per il mondo, Il Margine, Trento, 2009, ISBN 978-88-6089-047-4.